# Mario Fortunato Ríos
Mario Fortunato Ríos (Misiones, Argentina; 1 de junio de 1951) es un exfutbolista. Desempeñó como delantero principalmente en clubes de Bolivia donde se radicó.

## Trayectoria
se formó en las inferiores del Club Atlético San Lorenzo de Almagro. Luego viajó a Paraguay para jugar por el  Club Nacional. De ahí llegó a Perú al Club Atlético Chalaco. Después es contratado para jugar en diversos clubes de Bolivia donde finalmente se nacionalizo.
Fue campeón con el Club Deportivo Jorge Wilstermann. En 1973 fue subcampeón y clasifiico con el club a la Copa Libertadores 1974. Y campeón en 1980 y 1981.

## Clubes
| Club                                  | País     | Temporada |
| ------------------------------------- | -------- | --------- |
| Club Nacional (Paraguay)              | Paraguay | 1970-1972 |
| Club Atlético Chalaco                 | Perú     | 1973      |
| Club Deportivo Jorge Wilstermann      | Bolivia  | 1974      |
| Club Independiente Unificada          | Bolivia  | 1975-1976 |
| Club The Strongest                    | Bolivia  | 1976      |
| Stormers Sporting Club                | Bolivia  | 1977      |
| Club Deportivo Aurora                 | Bolivia  | 1978-1979 |
| Club Deportivo Jorge Wilstermann      | Bolivia  | 1980-1981 |
| Club Independiente Unificada          | Bolivia  | 1982      |
| Club Deportivo Socio Cultural Guabirá | Bolivia  | 1983-1984 |
| Club Deportivo Aurora                 | Bolivia  | 1985      |
| Club Ingenieros                       | Bolivia  | 1986      |

## Palmarés

#### Campeonatos nacionales
| Título                                | Club                             | País    | Año                                        |
| ------------------------------------- | -------------------------------- | ------- | ------------------------------------------ |
| Liga del Fútbol Profesional Boliviano | Club Deportivo Jorge Wilstermann | Bolivia | Campeonato de Primera División 1980 (1980) |
| Liga del Fútbol Profesional Boliviano | Club Deportivo Jorge Wilstermann | Bolivia | Campeonato de Primera División 1980 (1980) |

- Datos: Q120745301